# 梁冠聰
梁冠聰（英語：Rio Leung Kwun Chung，1992年4月1日—），生於香港，香港足球運動員暨評述員，司職防守中場，現時效力香港超級聯賽球會東方。他早年就讀屯門順德聯誼總會胡少渠紀念小學下午校和中華基督教會譚李麗芬紀念中學。在校時與足球員羅港威為中小學同學。而梁冠聰就讀小學時的成績每年都可保持在前10名位置。

## 球會生涯
梁冠聰生於香港，2010年助深水埗取得丙組聯賽冠軍，首次升上乙組作賽，還助譚李麗芬紀念中學首奪學界足球精英賽冠軍。2011年1月，深水埗旗下球員劉卓軒獲選到英國倫敦參加 Nike the chance 世界區選拔賽，黃威與梁冠聰和陳肇鈞其後亦由於 3 名中國入選球員因為簽證問題無法成行，以後補身份入圍，4 人一同前赴英國參加選拔。
2012年夏季，梁冠聰轉投香港甲組足球聯賽球會橫濱FC香港。2013年6月10日，梁冠聰與隊友黃威及李嘉耀前赴到日本宗主球會FC橫濱跟隨操練一個月。2014–15年球季，梁冠聰擔任YFC澳滌（前身橫濱FC香港）的隊長。2015年5月18日，2014/15香港足球明星選舉，YFC澳滌的隊長梁冠聰今季表現搶鏡，奪得香港足球明星選舉最佳青年球員。
2015年7月，梁冠聰加盟香港超級聯賽球會香港飛馬，在飛馬期間於後防位置演出穩定。於2015年11月28日當選球會11月份最佳球員，於2016年2月3日香港飛馬以6–1大勝港甲球隊灣仔的足總盃首圈取得加盟後的首個入球，季尾，梁冠聰協助香港飛馬4日內連奪足總盃冠軍及菁英盃冠軍。
2016年7月4日，南華為2016–17年球季開操，並宣佈梁冠聰加盟。2016年7月30日，AET國際挑戰盃，由港超班霸南華在香港大球場迎戰意甲冠軍祖雲達斯，梁冠聰下半場後備入替首次代表南華上陣，最终南華以 1–2 僅負意甲冠軍祖雲達斯。加盟後他和弟弟梁諾恆隨即入選亞協盃參賽大軍，首回合齊齊正選而教練列卡度則安排梁冠聰出任年輕的左後衛位置，最终亦助南華在主場 1–1 迫和衛冕的馬來西亞球隊柔佛DT，次回合作客馬來西亞跟首回合一樣兩人都於次回合齊齊正選，遺憾的是未能帶領南華作客贏出，連續兩年在八強不敵柔佛DT出局。2017年1月26日，梁冠聰於南華舉行的團年晚宴中獲頒發「南華足球隊上半季傑出表現獎」，惟加盟後長期被教練列卡度及狄恩安排出任不擅長的左後衛位置，表現不盡人意廣受球迷批評。
直到2017年6月，南華宣佈經重新檢視球隊近年發展後，決定來屆退出港超聯轉戰甲組培育青年球員，而梁冠聰將於新一季離隊轉投由恩師李志堅執教的和富大埔，更在開季6場比賽內在中堅與左翼衛以及防守中場3個位置各踢2場，其後他在2018年4月15日對標準流浪的聯賽，取得加盟後的首個入球，結果協助大埔以5–1勝出。2018/19球季，和富大埔更奪得聯賽冠軍。
2019/20球季，梁冠聰隨李志堅教練加盟港超聯球隊東方龍獅，首季即協助東方龍獅奪得香港足總盃與香港高級組銀牌冠軍。

## 國際賽生涯
2014年9月，梁冠聰入選香港U23出戰2014年仁川亞運會的名單，與弟弟梁諾恆鎮守中路後防。9月15日，梁冠聰在以1–1逼和烏茲別克U23的分組賽勇救空門而弄傷嘴唇，但贏得了球迷的掌聲，從此聲名大噪。
2015年12月31日，梁冠聰首次以大港腳身份代表香港出戰第38屆省港盃次回合，但最終兩回合計香港隊以4–5落敗。
2016年5月23日，他入選香港代表隊的決選名單出戰在緬甸仰光舉行的AYA銀行盃2016，並於6月3日對越南國家隊的賽事後備入替，首次代表香港參加國際A級賽。最終香港在法定時間以2–2賽和對手，在互射12碼階段以3–4不敵越南。
2021年6月3日，梁冠聰於伊朗對香港的世界盃外圍賽再次替香港隊上陣。

## 家庭生活
2016年8月，梁冠聰加入now寬頻電視擔任足球評述員。
2017年2月，梁冠聰家人和姑媽合資與在屯門仁愛街市經營有機菜檔「綠色家園」，兩兄弟在不影響球會日常操練及下會輪流到菜檔協助父母及姑媽。在經營約一年後因菜檔更改營運模式，兩兄弟撤資，姑媽與友人繼續經營。
2017年7月，梁冠聰向拍拖多年女友求婚成功，在facebook發放喜訊並上載一張求婚成功的照片，但翌年兩人分手告終。
2018年，香港超級聯賽首循環香港飛馬對和富大埔，是梁冠聰和梁諾恆兩兄弟職業生涯首次於場上對壘，結果弟弟梁諾恆射入世界波，協助香港飛馬反勝和富大埔。
2021年2月，梁冠聰成功向任職體育記者的女友郭海𣿭求婚。

## 軼事
2019年8月3日，反對逃犯條例草案示威者堵塞紅磡海底隧道，梁冠聰正駕車經紅隧往九龍方向行駛，準備往荃灣與友人吃飯，遇到示威者堵路後他接受現場媒體訪問，指雖然行程受阻但沒有所謂，明白示威人士的目的，他們的行動也十分和平理性，希望政府聽取及盡快回應市民訴求，並感謝有這些勇敢的人代表香港人發聲，更笑言「地球是圓的，走不到這條便走另一條。」

## 國際賽事紀錄
- 僅列出國際A級比賽

| 上陣次數 | 時間         | 地點                    | 對手 | 比數             | 賽事性質                 | 入球(累計) |
| -------- | ------------ | ----------------------- | ---- | ---------------- | ------------------------ | ---------- |
| 1        | 2016年6月3日 | 緬甸 吉諦瑜杜烏拿體育場 | 越南 | 2–2 (十二碼 3–4) | AYA銀行盃2016            | 0 (0)      |
| 2        | 2021年6月3日 | 巴林 穆哈拉格體育場     | 伊朗 | 1–3              | 2022年世界盃亞洲區外圍賽 | 0 (0)      |

## 榮譽
南華
- 香港足總盃亞軍（2016–17季度）

YFC澳滌
- 季後附加賽亞軍（2014–15季度）

香港飛馬
- 香港足總盃冠軍（2015–16季度）
- 香港菁英盃冠軍（2015–16季度）

和富大埔
- 香港超級聯賽冠軍（2018–19季度）香港頂級足球聯賽

東方
- 香港高級組銀牌冠軍（2019–20、2024–25季度）
- 香港足總盃冠軍（2019–20、2023–24、2024–25季度）
- 香港菁英盃冠軍（2020–21季度）

香港代表隊
- 港澳埠際賽冠軍（2013、2014、2015、2017年）
- 省港盃冠軍（2018年）

個人
- NIKE CUP男子U16組別 最有價值球員（2006年）
- 香港足球明星選舉 最佳青年球員（2014–15季度）
- 全港學界精英足球賽 最有價值球員（2009–10季度）
- 香港飛馬 11月份最佳球員（2015–16季度）

## 演出
- 2021年：試當真 Trial & Error：《歐國賢》（聲演足球評述）

## 外部連結
- 香港足球總會網頁球員註冊資料（页面存档备份，存于）